# Al'ona Shamotina
Al'ona Shamotina (née le 27 décembre 1995 à Nikopol) est une athlète ukrainienne, spécialiste du lancer du marteau.

## Biographie
En 2014, elle remporte la médaille d'or du lancer du marteau lors des championnats du monde juniors d'Eugene, aux États-Unis, avec la marque de 66,05 m.

## Palmarès
| Date | Compétition                       | Lieu   | Résultat | Marque  |
| ---- | --------------------------------- | ------ | -------- | ------- |
| 2011 | Championnats du monde cadets      | Lille  | 8e       | 53,87 m |
| 2014 | Championnats du monde juniors     | Eugene | 1re      | 66,05 m |
| 2017 | Championnats d'Europe par équipes | Lille  | 3e       | 70,02 m |

## Records
| Épreuve           | Performance | Lieu | Date         |
| ----------------- | ----------- | ---- | ------------ |
| Lancer du marteau | 72,37 m     | Kiev | 30 juin 2017 |